# جائزة بلنسية الكبرى للدراجات النارية 2003
جائزة بلنسية الكبرى للدراجات النارية 2003 هو سباق دراجات نارية أقيم بتاريخ 2 نوفمبر 2003 في حلبة ريكاردو تورمو. كان الجولة السادسة عشر من أصل 16 في سباق الجائزة الكبرى للدراجات النارية موسم 2003. فاز فالنتينو روسي بفئة الموتو جي بي بينما جاء سيت جيبيرنو في المركز الثاني وحصل على المركز الثالث لوريس كابيروسي.

## وصلات خارجية
- الموقع الرسمي